# 诺安河畔圣马丹
诺安河畔圣马丹（法語：Saint-Martin-sur-Nohain，法語發音：[sɛ̃ maʁtɛ̃ syʁ nɔɛ̃]）是法国涅夫勒省的一个市镇，属于卢瓦尔河畔科讷库尔区。

## 地名
法语人名在日常人名译名以及《世界人名翻譯大辭典》、《法语姓名译名手册》等主流人名译名类书籍资料中多译作“马丁”，不过在《世界地名翻译大辞典》、《世界地名译名词典》和《法国地图册》等主流地名译名类书籍资料中多译作“马丹”。

## 地理
诺安河畔圣马丹（47°21'45"N, 2°59'3"E）面积24.03 平方千米，位于法国勃艮第-弗朗什-孔泰大區涅夫勒省，该省份为法国中部省份，北至约讷省，西北接卢瓦雷省，西接谢尔省，南至阿列省，东南接索恩-卢瓦尔省，东临科多尔省。
与诺安河畔圣马丹接壤的市镇（或旧市镇、城区）包括：圣佩尔、叙伊拉图尔、圣洛朗拉拜、诺安河畔圣康坦、圣昂德兰、卢瓦尔河畔科讷库尔、栋济、普尼、卢瓦尔河畔特拉西。
诺安河畔圣马丹的时区为UTC+01:00、UTC+02:00（夏令时）。

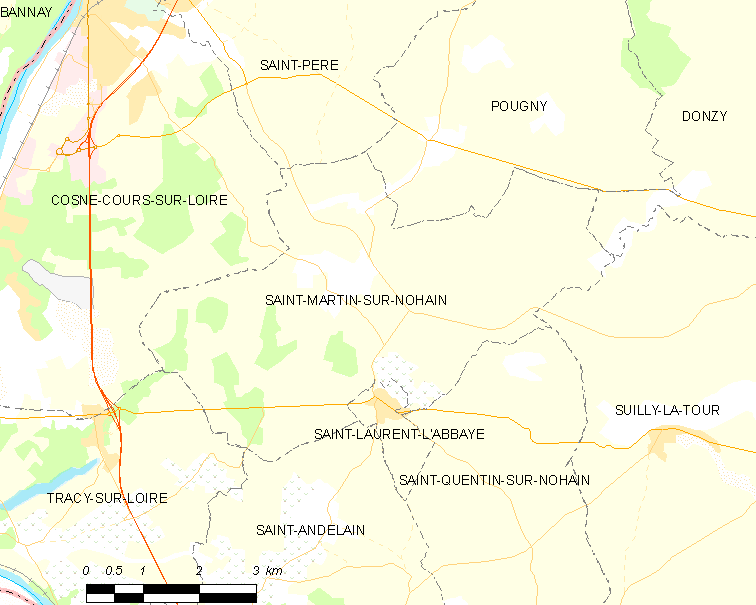
诺安河畔圣马丹的OSM定位图

## 行政
诺安河畔圣马丹的邮政编码为58150，INSEE市镇编码为58256。

## 政治
诺安河畔圣马丹所属的省级选区为卢瓦尔河畔普伊县。

## 人口

1962-2008年间诺安河畔圣马丹人口变化图示

诺安河畔圣马丹于2022年1月1日时的人口数量为377人。